# 赵彦昭
赵彦昭（7世纪—8世纪），字奂然，唐朝和武周官员，唐中宗、唐殇帝、唐睿宗年间为宰相。

## 家世
赵彦昭生年不详，甘州张掖县人。父赵武孟年轻时好游猎，一次将肥鲜的猎物献给母亲，母亲哭道：“你不读书，整天这般打猎，我没有指望了。”拒绝食用猎物。赵武孟从此好学，博通经史，中进士，武周时官至右台侍御史，撰《河西人物志》十卷。
赵彦昭年轻时以文辞知名，个性豪迈，风骨秀爽。他也中了进士，调为南部尉。大约唐高宗咸亨二年（671年），他和一些后来显赫的政客郭元振、薛稷、萧至忠同为太学生，彼此为友。曾与薛稷讥笑郭元振将充作学粮的四十万钱送给穿縗服求钱葬亲的路人之举，但郭元振不以为意。后又任新丰丞，又为左台监察御史。
长安元年（701年），宰相宗楚客与时任凉州都督、陇右诸军州大使郭元振不和，在郭元振征集陇右兵马一百二十万、号称二百万集合于湟州时，派人告发郭元振谋反，武则天害怕而无计可施，狄仁杰、魏元忠、韦安石、李峤、宋璟、姚元崇、赵彦昭、韦嗣立、张说等二十五人上表作保，称若郭元振有异心，甘愿身死籍没，武则天才稍安心。后来郭元振入朝，无处可居住，突然得到路人赠送骡马二十馀匹、帛三千匹，怀疑是当初自己救助的路人，薛稷、赵彦昭闻之都感叹良久。

## 唐中宗复位年间
唐中宗景龙三年（709年）三月，赵彦昭以守兵部侍郎被提拔为中书侍郎，授同中书门下平章事，为实质宰相，兼修国史，充修文馆学士。
四年正月（710年），中宗要把侄子雍王李守礼的女儿金城公主嫁给吐蕃王赤德祖赞。起初命宰相侍中纪处讷充吐蕃使送嫁，纪处讷推辞，于是又命赵彦昭送嫁。赵彦昭不愿去，担心一旦离开长安，就将失去帝宠。司农卿赵履温也说堂堂宰相做使者有损身价，赵彦昭向他问计，赵履温秘密托中宗有权势的女儿安乐公主李裹儿密奏留下赵彦昭，于是中宗改派左骁卫大将军杨矩。

## 唐殇帝及唐睿宗复位年间
六月，中宗暴崩，传统史家认为是被他有权势的妻子韦皇后和李裹儿所毒杀，使得韦皇后能像武则天那样成为“皇帝”，李裹儿也能成为皇太女。中宗庶子温王李重茂被立为皇帝，但韦皇后作为摄政皇太后持有权力。赵彦昭继续为相。不到一个月，中宗妹太平公主和侄子临淄王李隆基发动政变，杀韦太后和李裹儿，追废韦太后为庶人。后李隆基父、先前曾为皇帝的相王李旦复位，即唐睿宗，取代了殇帝。赵彦昭等参与劝进。
睿宗登基当月，赵彦昭贬绛州刺史，但很快又召回为中书侍郎同平章事。七月，又贬宋州刺史。先前在中宗年间，赵彦昭依附与自己比邻而居的亲附韦皇后的女巫陇西夫人赵五娘，拜为姑母，秘密与之见面，穿着女人衣服和妻子去请她用巫术让他成为宰相。赵五娘伏诛后，在她家搜出了赵彦昭行贿之物，于是九月赵彦昭在潞州刺史任上以交结奸人、党附凶孽、舆金辇货冒宠求荣等罪，被远贬归州刺史。景云二年（711年）又升为凉州都督，在任清正严格，下属都吓得腿打战。四月前卸任，入为吏部侍郎、关内道持节巡边使，又迁检校左御史台大夫。

## 唐玄宗年间
先天元年（712年），睿宗下诏将当初赵彦昭等劝进之事付史馆修史。同年，睿宗禅位于李隆基，后者就是唐玄宗，但唐睿宗作为太上皇握有实权。开元元年（713年），玄宗与太平公主敌对，对其党羽进行清洗，迫其自杀，睿宗也让权于他。参与清洗的两位宰相郭元振和张说和赵彦昭交好，称他也参与密谋。于是赵彦昭任刑部尚书，封耿国公，实封百户。十月，张说怕同州刺史姚元之（即姚元崇）也被拜为宰相，让赵彦昭弹劾之，但玄宗不纳。姚元之被拜为宰相，张说被贬。
开元元年（713年），赵彦昭被任为朔方道大总管。用幽都县尉徐秀为判官。
开元二年（714年），御史中丞姜晦指出中宗驾崩时宰相韦后堂兄韦温、宗楚客等篡改中宗遗诏免去睿宗的共同摄政权，时任宰相赵彦昭、韦嗣立、韦安石、李峤不作匡正，命殿中侍御史郭震弹劾他们。郭震还进一步弹劾赵彦昭勾结赵五娘事。这些前宰相都被贬，赵彦昭贬袁州别驾。姚崇（即姚元之）拜相后，很厌恶赵彦昭为人，又多次贬他至江州别驾，卒于任上，但时间不详。

## 轶闻
《唐语林》载赵彦昭两事：
1.中宗时，兵部尚书韦嗣立新升三品，侍郎赵彦昭得金紫（金鱼袋、紫色官服），吏部侍郎崔湜复旧官。中宗命于兴庆池设“烧尾宴”（祝贺升官的大宴）。
2.神龙二年（706年），赵彦昭录取薛令之为进士。

## 作品
- 《赵彦昭诗》一卷[24]

## 评价
- 《旧唐书》史官曰：况元忠、安石、（韦）巨源、至忠、彦昭等行非纯一，识昧存亡，徇利贪荣，有始无卒，不得其死，宜哉！[1]